# Drugi rząd Viktora Orbána
Drugi rząd Viktora Orbána (węg. Második Orbán-kormány) – rząd Węgier funkcjonujący od 29 maja 2010 do 6 czerwca 2014. Zastąpił gabinet Gordona Bajnaia.

## Historia
Rząd powstał po wyborach parlamentarnych z 2010, w których Fidesz uzyskał większość 2/3 w Zgromadzeniu Narodowym. Po raz pierwszy od czasu transformacji politycznej powołany został gabinet większościowy zorganizowany przez jedno ugrupowanie (przy czym funkcję wicepremiera i ministra bez teki objął lider KDNP, satelickiej partii będącej w koalicji wyborczej z Fideszem). Liczba ministrów została zredukowana do 9.
29 maja 2010 rząd został zaprzysiężony w parlamencie, a prezydent László Sólyom wręczył w Pałacu Sándora akty nominacji jego członkom. Gabinet funkcjonował przez całą czteroletnią kadencję Zgromadzenia Narodowego, po czym został zastąpiony przez kolejny rząd dotychczasowego premiera.

## Skład rządu
- Premier: Viktor Orbán (Fidesz)
- Wicepremier i minister bez teki: Zsolt Semjén (KDNP)
- Wicepremier oraz minister administracji publicznej i sprawiedliwości: Tibor Navracsics (Fidesz)
- Minister spraw zagranicznych: János Martonyi (Fidesz)
- Minister spraw wewnętrznych: Sándor Pintér (bezpartyjny)
- Minister obrony: Csaba Hende (Fidesz)
- Minister gospodarki narodowej: György Matolcsy (Fidesz, do 2013), Mihály Varga (Fidesz, od 2013)
- Minister zasobów narodowych (od 2012 zasobów ludzkich): Miklós Réthelyi (bezpartyjny, do 2012), Zoltán Balog (Fidesz, od 2012)
- Minister rozwoju narodowego: Tamás Fellegi (bezpartyjny, do 2011), Zsuzsanna Németh (bezpartyjna, od 2011)
- Minister rozwoju wsi: Sándor Fazekas (Fidesz)
- Minister bez teki: Tamás Fellegi (bezpartyjny, 2011–2012), Mihál Varga (Fidesz, 2012–2013)